# Zopherus sanctaehelenae
Zopherus sanctaehelenae är en skalbaggsart som först beskrevs av Blaisdell 1931.  Zopherus sanctaehelenae ingår i släktet Zopherus och familjen barkbaggar. Inga underarter finns listade i Catalogue of Life.